# كراكاتوا: الأيام الأخيرة
كراكاتوا: الأيام الأخيرة (بالإنجليزية: Krakatoa: The Last Days)‏ وأيضًا بعنوان كراكاتوا: بركان الدمار (بالإنجليزية: Krakatoa: Volcano of Destruction)‏ في الولايات المتحدة علي قناة ديسكفري هو فيلم دراما وثائقية تليفزيوني أنتجته بي بي سي عرض لأول مرة في 7 مايو 2006 علي بي بي سي وان، الفيلم مبني على روايات مختارة لأربعة شهود عيان لثوران بركان كراكاتوا سنة 1883، وهو بركان طبقي نشط بين جزيرتي سومطرة وجاوا، إندونيسيا حاليًا.

## وصلات خارجية
- الموقع الرسمي
- كراكاتوا: الأيام الأخيرة على موقع IMDb (الإنجليزية)
- كراكاتوا: الأيام الأخيرة على موقع ألو سيني (الفرنسية)
- كراكاتوا: الأيام الأخيرة على موقع فيلمافينيتي (الإسبانية)
- كراكاتوا: الأيام الأخيرة على موقع قاعدة بيانات الفيلم (الإنجليزية)
- كراكاتوا: الأيام الأخيرة على موقع ليتربوكسد (الإنجليزية)
- كراكاتوا: الأيام الأخيرة على موقع كينوبويسك (الروسية)